# سن بندیتو بلبو
سن بندیتو بلبو (به ایتالیایی: San Benedetto Belbo) یک کومونه در ایتالیا است که در استان کونیو واقع شده‌است.

## خصوصیات
سن بندیتو بلبو ۵٫۰ کیلومترمربع مساحت و ۱۹۰ نفر جمعیت دارد.